# 姜中平
姜中平（英語：Keung Chung-Ping，1922年9月6日—1999年12月28日），別名: 姜寶林，香港甘草演員、監製、策劃、配音员，1950-60年代香港粵語片的著名反角，亦是當時難得演反角而走紅的演員。
偶爾，姜中平也有扮演正派角色，例如《鮮花殘涙》（ 1958 年）中的杜松齡，《表錯情》的大郭，小郭.

## 生平
姜中平出生於香港，祖籍廣東寶安南頭（今屬廣東省深圳市南山區）。他在第二次世界大戰期間當過兵，於軍隊參與文娛工作。
1947年正式加入電影圈，演出電影上百部，多飾演配角。1967年無綫電視開台，曾以重金招攬姜中平等60年代的粵語片明星擔任配音員，包括藍天、朱江、張英才、梅欣等。1970年代，姜中平減少電影演出，開始轉為幕後，從事電影的監製、策劃工作。
1984年，姜中平經診斷患上喉癌，期間仍然參加電影《傾城之戀》同《歌舞昇平》，之後就沒有接觸幕前工作。1989年，在香港做完聲帶手術後移居美國芝加哥休養，期間參加《奸人本色》、《亡命天涯》、《少女心》電影，後因癌細胞擴散返港定居，最後一次演出的電影是1999年的香港福音電影《天使之城》。
1999年12月28日，姜中平因腎衰竭引致心臟病，於瑪嘉烈醫院與世長辭，享年77歲。

## 作品

### 監製
- 拳門（1972年）
- 雍正命喪少林門（1977年）
- 蛇珠/蛇女慾潮（1978年）
- 南天震威（1978年）
- 洪熙官、方世玉、陸阿采（1978年）
- 烈日狂風野火（1979年）
- 綠色山莊（1980年）
- 少林鬥喇嘛（1983年）

### 演員
- 明日又天涯（1947年）
- 豪門春色（1947年）
- 江湖鐵漢（1948年）
- 腸斷跳樓人（1948年）
- 仙童玉女（1948年）
- 十二美人樓（1948年）
- 十艷戀檀郎（1948年）
- 黑天堂（1950年）
- 慾海遺恨（1950年）
- 年晚錢（1950年）
- 鬼屋（1950年）
- 火燒九龍城（1950年）
- 戴森奇案（1950年）
- 孤鳳啼痕（1950年）
- 鴛鴦劫（1950年）
- 流氓世界（1950年）
- 妒潮（1950年）
- 三打祝家莊（上集）（1951年）
- 三打祝家莊（下集）（1951年）
- 花開燕子歸（1952年）
- 新海角紅樓（1952年）
- 傻人艷福（1952年）
- 玉梨魂（1953年）
- 玉碎花殘（1953年）
- 佛前燈照狀元紅（1953年）
- 苦海明燈（1953年）
- 離巢燕（1953年）
- 漢武帝夢會衛夫人（1954年）
- 蝴蝶夫人（1954年）
- 後窗（1955年）
- 愛（下集）（1955年）
- 下一代（1955年）
- 恨不相逢未嫁時（1955年）
- 寒夜（1955年）
- 花女懷春（1955年）
- 天長地久（1955年）
- 後窗（1955年）
- 復活（1955年）
- 朱門怨（1956年）
- 遺腹子（下集 大結局）（1956年）
- 趙飛燕（1956年）
- 西廂記（1956年）
- 風雨斷腸人（1956年）
- 霧美人（1956年）
- 世家子弟（1956年）
- 手足情深（1956年）
- 999命案（1956年）
- 遺腹子（上集）（1956年）
- 潘巧雲情挑石秀（1956年）
- 假鳳凰（1956年）
- 表錯情（1956年）
- 奇人奇遇（1956年）
- 苦海鴛鴦（英文：The Miserable Lovers）（1956年），香港粵語長片。編劇/導演：梁哲夫/梁樂音，演員：白雪仙、羅劍郎、林丹虹、長江、姜中平、檸檬、李鵬飛、葉夏利、周婷婷。
- 九九九海灘命案（1957年）
- 鬼夜哭（1957年）
- 血染相思谷（1957年）
- 椰林月（1957年）
- 唐山阿嫂（1957年）
- 血染黃金（1957年）
- 香城兇影（1958年）
- 神童捉賊記（1958年）
- 她的一生（1958年）
- 鮮花殘淚（1958年）
- 陳超結婚（1958年）
- 大廈情殺案（1959年）
- 歡喜冤家（1959年）
- 情天血淚（1959年）
- 金山大少（1959年）
- 豪門夜宴（1959年）
- 天倫情淚（1959年）
- 通心樹（1959年）
- 湖畔草（1959年）
- 難兄難弟（1960年）
- 神鵰俠侶下集（1960年）
- 慈母驕兒（1960年）
- 三鳳求凰（1960年）
- 神鵰俠侶（1960年）
- 苦命女兒（1960年）
- 蜜月驚魂（1960年）
- 血淚人生（1960年）
- 電梯情殺案（1960年）
- 荒山盜屍案（1960年）
- 追妻記（1961年）
- 情天未老（1961年）
- 落霞孤鶩（1961年）
- 神鵰俠侶（三集）（1961年）
- 孤雛血淚（1961年）
- 紐約唐人街碎屍案（1961年）
- 夜半幽靈（1961年）
- 999廿四小時奇案（1961年）
- 金粉世家（上集）（1961年）
- 神童歷險記（1961年）
- 血繡鞋（1962年）
- 吸血婦（1962年）
- 清明時節（1962年）
- 孽海遺恨（上集）（1962年）
- 似水流年（1962年）
- 胭脂賊（1962年）
- 夜深沉（1962年）
- 滿江紅（1962年）
- 回魂夜（1962年）
- 孽海遺恨（下集）（1962年）
- 第一號女賊（1963年）
- 女偵探（1963年）
- 春到人間（1963年）
- 一屍五命案（1963年）
- 孤鳳雙雛（1963年）
- 秦淮世家（1963年）
- 摩登女郎（1963年）
- 金夫人（1963年）
- 彩鳳驚魂（1963年）
- 痴情兒女（1963年）
- 招郎入舍（1963年）
- 金玉滿堂（1963年）
- 香海情潮（1963年）
- 豪門怨（1963年）
- 薄命紅顏（1963年）
- 鴛夢重溫（1964年）
- 驚弓鳥（1964年）
- 一夜恩情（1964年）
- 大丈夫日記（1964年）
- 血紙人（1964年）
- 蘭閨淚影（1964年）
- 男男女女（1964年）
- 死亡角之夜（1964年）
- 艷鬼緣（1964年）
- 乖孫（1964年）
- 蜜月（1965年）
- 愛情永遠在懷念中（1965年）
- 情海茫茫（1965年）
- 西施（1965年）
- 馬陵道（1965年）
- 結髮情（1965年）
- 公子多情（1965年）
- 春怨（1965年）
- 真假情人（1965年）
- 都市的陷阱（1966年）
- 巴士銀妙計除三害（1966年）
- 肉搏明月灣（1966年）
- 影迷公主（1966年）
- 斷腸玫瑰（1966年）
- 離婚之喜（1967年）
- 金面俠（1967年）
- 一見痴情（1967年）
- 長髮姑娘（1967年）
- 鎖著的新娘（1968年）
- 日月神童（1971年）
- 拳門（1972年）
- 仇愛（1973年）
- 傾城之戀（1984年）
- 三十處男（1984年）
- 龍鳳智多星（1985年）
- 歌舞昇平（1985年）
- 精裝追女仔（1987年）
- 亡命天涯（1988年）
- 奸人本色（1988年）
- 少女心（1989年）
- 天使之城（1999年）

### 製片
- 仙童玉女（1948年）

### 策劃
- 秦淮月下再生緣（1953年）
- 最後的一吻（1975年）
- 強中更有強中手（1975年）
- 龍形虎步千里追（1979年）
- 大地親情（1980年）
- 籠裡雞（1980年）
- 搏殺（1981年）

### 出品人
- 十八玉羅漢（1978年）
- 採陽女幫主（1981年）
- 少林鬥喇嘛（1983年）
- 野豹（1984年）

### 特攝片
| 首播年份 | 劇集名稱 | 配演角色                 | 角色演員 | 備註 |
| -------- | -------- | ------------------------ | -------- | ---- |
| 1967     | 超人     | 夏英達〔早田進〕（超人） | 黑部進   |      |

### 歐美劇
| 首播年份 | 作品名稱   | 配演角色         | 角色演員     | 備註 |
| -------- | ---------- | ---------------- | ------------ | ---- |
| 1967     | 愛登士家庭 | 哥麥             | John Astin   |      |
| 1967     | 青蜂俠     | 雷布利（青蜂俠） | Van Williams |      |
| 1967     | 喬迪醫生   | 喬迪醫生         | 李察·張伯倫  |      |
| 1968     | 天羅地網   | 旁白             | N/A          |      |
| 1968     | 泰山       | 泰山             | Ron Ely      |      |

### 傳媒訪問
| 日期           | 相關媒體         | 節目名稱／主题   | 相關片段 |
| -------------- | ---------------- | ---------------- | -------- |
| 1968年10月30日 | 香港電視：第51期 | 姜中平恨走錯戲路 |          |